# Жералдо Алкмін
Джералдо Жосе Родріґес Алкмін Фільо (порт. Geraldo José Rodrigues Alckmin Filho; (7 листопада 1952 , Піндамоньянгабаd, Сан-Паулу ) — бразильський політик, чинний віцепрезидент Бразилії. Раніше обіймав посаду губернатора Сан-Паулу з 2001 до 2006 рік, та з 2011 до 2018 рік. Кандидат у президенти від Бразильської соціал-демократичної партії на президентських виборах 2018 року де він посів четверте місце, а також на президентських виборах 2006 року, де посів друге місце, програвши у другому турі тодішньому президенту Лулі де Сілва.

## Біографія
Джералдо Хосе Родрігес Алкмін Філью народився в місті Піндамоньянгаба, Вале-ду-Параїба. Алкмін — син Херальдо Хосе Родрігеса Алкміна та Міріам Пентеадо. Джералдо — племінник Хосе Херальдо Родрігеса де Алкміна, який був міністром Верховного федерального суду. Згідно з журналом Época, Джералдо здобув християнську освіту від католицької прелатури Opus Dei та повідомив журналу, що його дядько Хосе Джералдо був членом Opus Dei.
Джералдо одружений з Марією Лусією Рібейро Алкмін і є батьком трьох дітей. Софія, Джералдо та Томаз. Томаз загинув внаслідок краху вертольота 2 квітня 2015 року.

## Політична кар'єра
Алкмін навчався в медичній школі при університеті Таубате за спеціальністю «Анестезіологія», а потім почав працювати в Державній лікарні Сан-Паулу. Алкміна обрали губернатором Сан-Паулу на другий термін 27 жовтня 2002 року в результаті другого туру виборів.
14 березня 2006 року Партія бразильської соціальної демократії висунула Алкміна кандидатом у президенти на виборах 2006 року. Через виборчі правила жоден кандидат, який балотується на посаду, не може зараз перебувати у виконавчій владі, що змушує його піти з посади губернатора 31 березня 2006 року. Тодішній президент Лула та Алкмін зустрілися у другому турі виборів, на яких Алкмін отримав 39 % голосів, програвши Лулі, який був переобраний на другий термін.
У 2010 році повернувся на посаду губернатора та переобраний у 2014 році у четвертий (не поспіль) раз. Він пішов у відставку 6 квітня 2018 року, щоб вдруге балотуватися в президенти на виборах 2018 року, на яких він зайняв четверте місце.
У 2021 році Алкмін залишив Партію бразильської соціальної демократії після 33 років роботи в ній і приєднався до Бразильської соціалістичної партії, щоб стати кандидатом на посаду віцепрезидента Бразилії у парі з Лулою де Сілва на президентських виборах 2022 року, на яких з рештою і переміг. Взійде на посаду віцепрезидента Бразилії 1 січня 2023 року.